# Liste der Baudenkmale in Bad Wilsnack
Die Liste der Baudenkmale in Bad Wilsnack enthält alle Baudenkmale der brandenburgischen Stadt Bad Wilsnack. Grundlage ist die Veröffentlichung der Landesdenkmalliste mit dem Stand vom 1. Januar 2025.

## Baudenkmale in den Ortsteilen
In den Spalten befinden sich folgende Informationen:
- ID-Nr.: Die Nummer wird vom Brandenburgischen Landesamt für Denkmalpflege vergeben. Ein Link hinter der Nummer führt zum Eintrag über das Denkmal in der Denkmaldatenbank. In dieser Spalte kann sich zusätzlich das Wort Wikidata befinden, der entsprechende Link führt zu Angaben zu diesem Denkmal bei Wikidata.
- Lage: die Adresse des Denkmales und die geographischen Koordinaten. Link zu einem Kartenansichtstool, um Koordinaten zu setzen. In der Kartenansicht sind Denkmale ohne Koordinaten mit einem roten beziehungsweise orangen Marker dargestellt und können in der Karte gesetzt werden. Denkmale ohne Bild sind mit einem blauen bzw. roten Marker gekennzeichnet, Denkmale mit Bild mit einem grünen beziehungsweise orangen Marker.
- Bezeichnung: Bezeichnung in den offiziellen Listen des Brandenburgischen Landesamtes für Denkmalpflege. Ein Link hinter der Bezeichnung führt zum Wikipedia-Artikel über das Denkmal.
- Beschreibung: die Beschreibung des Denkmales
- Bild: ein Bild des Denkmales und gegebenenfalls einen Link zu weiteren Fotos des Baudenkmals im Medienarchiv Wikimedia Commons

### Bad Wilsnack
| ID-Nr.            | Lage                                     | Bezeichnung | Beschreibung                                                                                           | Bild |
| ----------------- | ---------------------------------------- | --- | --- | --- |
| 09160678          | (Lage)                                   | Stadtkern Bad Wilsnack, Gesamtanlage mit Rathaus, Schloss und Wallfahrtskirche sowie Wohnhäuser Große Straße 1–53 und Lindenstraße 1–20 | | Stadtkern Bad Wilsnack, Gesamtanlage mit Rathaus, Schloss und Wallfahrtskirche sowie Wohnhäuser Große Straße 1–53 und Lindenstraße 1–20 |
| 09160021          | (Lage)                                   | Archivgebäude des ehemaligen Ritterguts Wilsnack, auf dem Gutshof                                                                       | | BW |
| 09161370          | Akazienstraße (Lage)                     | Jüdischer Friedhof | | BW |
| 09161315          | Akazienstraße 6–13 (Lage)                | Häuserzeile | | weitere Bilder |
| 09160012          | Am Markt 5 (Lage)                        | Altes Rathaus | | Altes Rathaus |
| 09161186 Wikidata | An der Nikolaikirche/Große Straße (Lage) | Wunderblutkirche St. Nikolai (Wallfahrtskirche)                                                                                         | Die Wunderblutkirche St. Nikolai ist eine ehemalige Wallfahrtskirche. Die Baugeschichte ist ungeklärt. | weitere Bilder |
| 09160013          | An der Nikolaikirche 1–5 (Lage)          | Wohnhaus | | Wohnhaus |
| 09160014          | Bahnhof 1 (Lage)                         | Bahnhofsgebäude | | Bahnhofsgebäude |
| 09160850          | Bahnstraße 16/17 (Lage)                  | Postamt mit Anbau, Hofgebäude, Hofpflasterung und Einfriedung                                                                           | | Postamt mit Anbau, Hofgebäude, Hofpflasterung und Einfriedung                                                                           |
| 09161937          | Birkengrund 1 (Lage)                     | Musikpavillon | | BW |
| 09160838          | Dr.-Wilhelm-Külz-Straße 5 (Lage)         | Standuhr | | Standuhr |
| 09160015          | Große Straße (Lage)                      | Denkmal der Vereinigung der Verfolgten des Naziregimes (VVN)                                                                            | Das Denkmal wurde von der Markt 5 / Große Straße auf den Friedhof an der Akazienstraße verlegt.        | BW |
|                   | Große Straße 1-52 (Lage)                 | Wohnhäuser, siehe Stadtkern Bad Wilsnack                                                                                                | | BW |
| 09160017          | Große Straße 25 (Lage)                   | Apotheke | | Apotheke |
| 09160018          | Große Straße 27 (Lage)                   | Wohnhaus | | Wohnhaus |
| 09160019          | Große Straße 30 (Lage)                   | Wohnhaus | | Wohnhaus |
| 09162049          | Große Straße 39 (Lage)                   | Wohnhaus mit zwei Hofgebäuden und Hofpflasterung                                                                                        | | BW |
| 09162128          | Große Straße 41 (Lage)                   | Wohnhaus mit Hofgebäude | | BW |
| 09160020          | Große Straße 64 (Lage)                   | Baukörper und Straßenfassade des Wohnhauses                                                                                             | | Baukörper und Straßenfassade des Wohnhauses                                                                                             |
| 09160023          | Im Gutshof (Lage)                        | Gutshof und Gutspark | | BW |
| 09161369          | Jahnstraße 11 (Lage)                     | Volksschule mit straßenseitiger Einfriedung                                                                                             | | BW |
|                   | Lindenstraße 1-20 (Lage)                 | Wohnhäuser, siehe Stadtkern Bad Wilsnack                                                                                                | | BW |
| 09161088          | Lindenstraße 3 (Lage)                    | Wohnhaus mit Ladengeschäft | | BW |
| 09160024          | Lindenstraße 9 (Lage)                    | Gedenkstein für Christian Wilhelm Harnisch                                                                                              | | Gedenkstein für Christian Wilhelm Harnisch                                                                                              |
| 09160026          | Plattenburger Straße 4 (Lage)            | Wohnhaus mit Wirtschaftsgebäuden | | Wohnhaus mit Wirtschaftsgebäuden |
| 09160978          | Wittenberger Straße 31 (Lage)            | Wohnhaus mit Einfriedung | | BW |
| 09162130          | Wittenberger Straße 33 (Lage)            | Wohnhaus | | BW |

### Groß Lüben
| ID-Nr.            | Lage              | Bezeichnung                   | Beschreibung | Bild                          |
| ----------------- | ----------------- | ----------------------------- | --- | ----------------------------- |
| 09160029          | (Lage)            | Gedenkstein „Vom Ich zum Wir“ | Inschrift: „Vom Ich zum Wir / Für eine glückliche Zukunft / in Frieden und Wohlstand / Vollgenossenschaftliches Dorf / 21.3.1960“ | Gedenkstein „Vom Ich zum Wir“ |
| 09160028 Wikidata | Dorfstraße (Lage) | Dorfkirche                    | Die evangelische Dorfkirche wurde 1904 errichtet. Der Bau wurde beeinflusst von der Wunderblutkirche St. Nikolai.                 | weitere Bilder                |

### Grube
| ID-Nr.            | Lage                             | Bezeichnung                                | Beschreibung | Bild                                       |
| ----------------- | -------------------------------- | ------------------------------------------ | --- | ------------------------------------------ |
| 09160154 Wikidata | Gruber Dorfstraße (Lage)         | Dorfkirche                                 | Die evangelische Kirche wurde um 1578 erbaut (dendrochronologisch datiert). Sie ist ein Saalbau aus Fachwerk mit einem Westturm. Im Inneren befindet sich ein spätgotischer Altar. | weitere Bilder                             |
| 09160155          | Gruber Dorfstraße 4 (Lage)       | Gutsarbeiterhäuser                         | | Gutsarbeiterhäuser                         |
| 09160156 Wikidata | Gruber Dorfstraße 24 (Lage)      | Gutshaus („Schloss“)                       | Das Gutshaus („Schloss“) wurde in den Jahren 1740 bis 1742 auf den Resten eines Vorgängerbaus errichtet. Von diesem Vorgängerbau sind Mauerwerksreste im Kellerbereich sichtbar. Bei Grabungen im Bereich der Terrasse wurde ein Feldsteinbrunnen aus dem 13. Jahrhundert gefunden. Funde besonderer Keramik (manganengobiertes rheinisches Steinzeug) lassen auf eine überregionale Bedeutung des Adelssitzes schließen. | weitere Bilder                             |
| 09160775          | Gruber Dorfstraße 25 (Lage)      | Wohnhaus                                   | | Wohnhaus                                   |
| 09160891          | Gruber Dorfstraße 30, 30a (Lage) | Gehöft, bestehend aus Wohnhaus und Scheune | | Gehöft, bestehend aus Wohnhaus und Scheune |

### Karthan
| ID-Nr.   | Lage                       | Bezeichnung | Beschreibung | Bild |
| -------- | -------------------------- | ----------- | ------------ | ---- |
| 09160027 | Forsthaus Karthan 1 (Lage) | Forsthaus   |              | BW   |

### Klein Lüben
| ID-Nr.   | Lage                            | Bezeichnung                                                                | Beschreibung | Bild                                                                       |
| -------- | ------------------------------- | -------------------------------------------------------------------------- | --- | -------------------------------------------------------------------------- |
| 09160030 | (Lage)                          | Dorfkirche                                                                 | Die evangelische Kirche wurde 1904 im Stil der Neugotik erbaut. Im Inneren befindet sich ein barocker Taufengel. | Dorfkirche                                                                 |
| 09161969 | Bad Wilsnacker Straße 9 (Lage)  | Gehöft, bestehend aus Wohnhaus, Stallscheune, Nebengebäude und Wasserpumpe | | Gehöft, bestehend aus Wohnhaus, Stallscheune, Nebengebäude und Wasserpumpe |
| 09161956 | Bad Wilsnacker Straße 11 (Lage) | Wohnhaus                                                                   | | Wohnhaus                                                                   |

### Sigrön
| ID-Nr.   | Lage                  | Bezeichnung                               | Beschreibung | Bild |
| -------- | --------------------- | ----------------------------------------- | --- | ---- |
| 09160903 | Schloss 1 (Lage)      | Gutshaus „Schloss Sigrön“ mit Einfriedung | Ursprünglich war hier ein Vorwerk des Gutes von Grube. Das heutige Haus wurde 1912 von Dietrich von Bredow als Jagdsitz erbaut. Es ist ein zweigeschossiges Haus mit einem Walmdach. An der nördlichen Ecke befindet sich ein Turm. | BW   |
| 09160918 | Sigrön 10, 15a (Lage) | Pferdestall                               | | BW   |